# No Limits (U.D.O.)
| Recensione             | Giudizio |
| ---------------------- | -------- |
| Encyclopaedia Metallum | 100/100  |

No Limits è un album pubblicato dalla band heavy metal tedesca U.D.O. nel 1998.
Il disco contiene anche il classico, nuovamente registrato, degli Accept "I'm a Rebel", tratto dall'omonimo album e la cover di Supermax "Lovemachine".
Nella canzone "One Step to Fate", l'assolo è eseguito dall'ex chitarrista della band Mathias Dieth.

## Tracce
1. The Gate
2. Freelance Man
3. Way Of Life
4. No Limits
5. With A Vengeance
6. One Step To Fate
7. Backstreet Loner
8. Raise The Crown
9. Manhunt
10. Rated X
11. Lovemachine (Supermax cover)
12. I'm a Rebel (Accept cover)
13. Azrael
14. The Key (bonus track dell'edizione giapponese)

## Formazione
- Udo Dirkschneider: voce
- Stefan Kaufmann: chitarra
- Jürgen Graf: chitarra
- Fitty Wienhold: basso
- Stefan Schwarzmann: batteria

### Altri musicisti
- Mathias Dieth: chitarra (traccia 6)